# James Craig (homme politique britannique)
 (novembre 2016).
Pour les articles homonymes, voir James Craig.
James Craig, 1er vicomte Craigavon, né le 8 janvier 1871 à Belfast et mort le 24 novembre 1940 à Glencraig (Irlande du Nord), est un homme politique nord-irlandais. Chef du Parti unioniste de l'Ulster et premier Premier ministre de l'Irlande du Nord, il a été créé baronnet en 1918 et élevé à la pairie en 1927.

## Origines et jeunesse
James Craig est né à Sydenham, à Belfast le 8 janvier 1871.
Il est le fils de James Craig (1828-1900), un riche producteur de whisky, d'abord entré dans la distillerie Dunville Whisky comme commis. Devenu associé et millionnaire à l'âge de 40 ans, il acquiert une grande maison appelée Craigavon donnant sur le Belfast Lough.
Sa mère, Eleanor Gilmore Browne, est la fille de Robert Browne, un homme prospère qui possédait des biens à Belfast et une ferme aux alentours de Lisburn.
James est le septième enfant et sixième fils de la famille qui compte huit fils et une fille.
Il fait ses études à l'école Merchiston Castle à Édimbourg en Écosse, son père ayant décidé de ne pas envoyer son fils dans l'une des Public School à la mode. Ses études terminées, il commence à travailler comme agent de change, avant de finalement ouvrir son propre cabinet à Belfast.

## Carrière militaire
Lors de la seconde guerre des Boers, il s'enrôle dans le 3e régiment de la Royal Irish Rifles (infanterie légère) le 11 janvier 1900.
Le 24 février 1900, il est détaché en tant que lieutenant au sein du 13e bataillon de l'Imperial Yeomanry (en) (cavalerie), au sein duquel il est par la suite promu au grade de capitaine. Fait prisonnier par les Boers en mai 1900, il est néanmoins libéré en raison d'un tympan perforé.
La vie militaire lui convient bien, mais il finit par se lasser de ce qu'il considère comme un manque de professionnalisme et d'efficacité de la British Army. Après son rétablissement, il devient adjoint au sous-directeur des chemins de fer militaires impériaux (en), poste où il montre les qualités d'organisation qui marqueront ultérieurement ses engagements politiques britanniques et nord-irlandais.
En juin 1901, souffrant de dysenterie, il est rapatrié au Royaume-Uni, où il vit la fin de la guerre en convalescence.

## Carrière politique

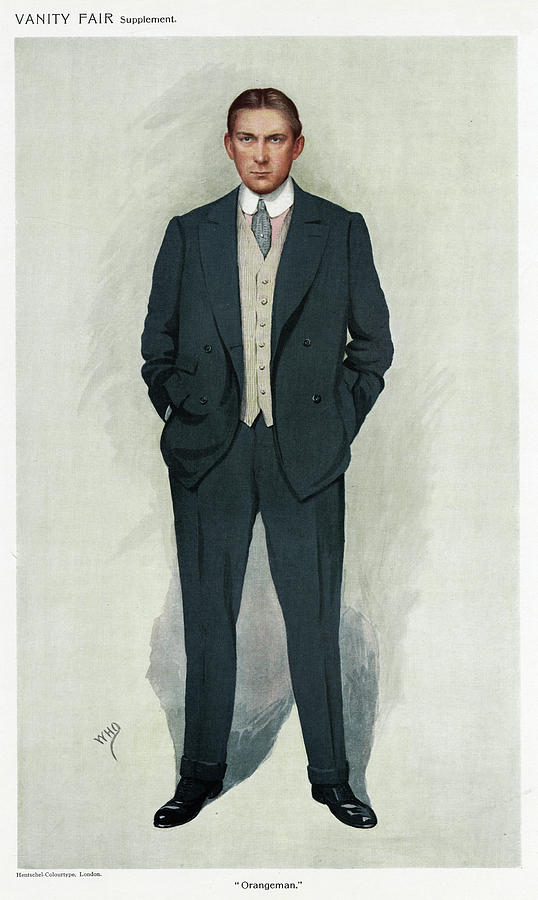
Craig caricaturé par WHO dans Vanity Fair, 1911

À son retour en Irlande, ayant hérité de son père une somme de 100 000 livres, James Craig s'engage en politique et est député pour l'est du comté de Down de 1906 à 1918. Créé baronnet en 1918, il est député pour le centre du comté de Down de 1918 à 1921, puis participe au gouvernement britannique en tant que secrétaire parlementaire du ministre des Retraites (en) (1919-1920) et secrétaire parlementaire de l'Amirauté (en) (1920-1921).
Avant la Première Guerre mondiale, opposé au projet d'autonomie de l'Irlande, Craig rejoint l'opposition loyaliste, participe à la création de la milice des Volontaires d'Ulster (UVF) et la dote d'armes en provenance de l'Empire allemand. L'UVF devient le noyau de la 36e division d'infanterie (en). Il succède à Edward Carson comme chef du Parti unioniste d'Ulster (UUP) en février 1921.
En 1921, lors des premières élections générales nord-irlandaises (en), il est élu à la nouvelle Chambre des communes d'Irlande du Nord comme député du comté de Down.
Le 7 juin 1921 (plus de deux semaines avant l'ouverture du Parlement d'Irlande du Nord), Craig est nommé premier Premier ministre de l'Irlande du Nord par le lord lieutenant d'Irlande.
En 1927, il est créé vicomte de Craigavon, de Stormont dans le comté de Down. Il a également été récipiendaire d'un doctorat honoris causa de la Queen's University de Belfast (1922) et de l'université d'Oxford (1926).
Membre dévoué de l'ordre d'Orange et protestant farouche, il déclare en avril 1934, en réponse à une question du nationaliste George Leeke (en) sur le caractère protestant du parlement : « Mon éminent collègue doit se rappeler que, dans le Sud, ils se vantaient d'un État catholique. Ils se vantent encore que l'Irlande du Sud est un État catholique. Tout ce que j'affirme, c'est que nous sommes un parlement protestant et un État protestant. Il serait plutôt intéressant pour les historiens à venir de comparer l'État catholique lancé dans le Sud avec l'État protestant lancé dans le Nord, et de voir lequel est le meilleur et prospère le plus. Le plus intéressant pour moi, en ce moment, est de voir comment ils progressent. Je fais toujours de mon mieux pour être au sommet et en avance sur le Sud,. »
Plus tard cette année-là, en s'adressant à la Chambre des communes à Stormont le 21 novembre 1934, en réponse à l'accusation que toutes les nominations au sein du gouvernement d'Irlande du Nord ont été effectuées sur une base religieuse, il répond : « […] c'est sans doute notre devoir et notre privilège, et cela le sera toujours, de voir que ceux qui ont été nommés par nous possèdent la plus indiscutable loyauté envers le Roi et la constitution. C'est la raison d'être d'un gouvernement protestant pour un peuple protestant. Je le répète, dans cette Maison. »
James Craig est un homme politique britannique aussi bien que nord-irlandais. Cependant à son poste de Premier ministre d'Irlande du Nord, il montre peu d'affinité avec le monde politique britannique. La rupture avec le gouvernement britannique est même consommée en 1938, lorsque Londres arrive à un accord avec Dublin mettant fin à la guerre économique anglo-irlandaise, à des conditions très défavorables pour l'Irlande du Nord. Soucieux de ne pas contrarier Westminster qui soutient financièrement la province, il n'essaie pas de le convaincre de protéger le tissu industriel nord-irlandais, notamment le textile qui est au centre de son économie.
En avril 1939 puis au cours de la Seconde Guerre mondiale en mai 1940, il appelle à introduire la conscription en Irlande du Nord, ce qui est refusé par le gouvernement britannique qui craint une réaction violente des nationalistes irlandais. Il appelle également Winston Churchill à envahir l'État libre d'Irlande et à installer un gouverneur général à Dublin,.Lady Londonderry, se confiant à Sir Samuel Hoare, ministre britannique de l'intérieur de l'époque, dira que Craigavon est devenu « gaga ». Mais à 69 ans il est encore Premier ministre quand il décède le 24 novembre 1940 à son domicile de Glencraig, dans le comté de Down. Il est enterré dans le domaine de Stormont (en), à proximité des institutions nord-irlandaises. Son ministre des Finances John Miller Andrews lui succède comme Premier ministre.

## Vie privée

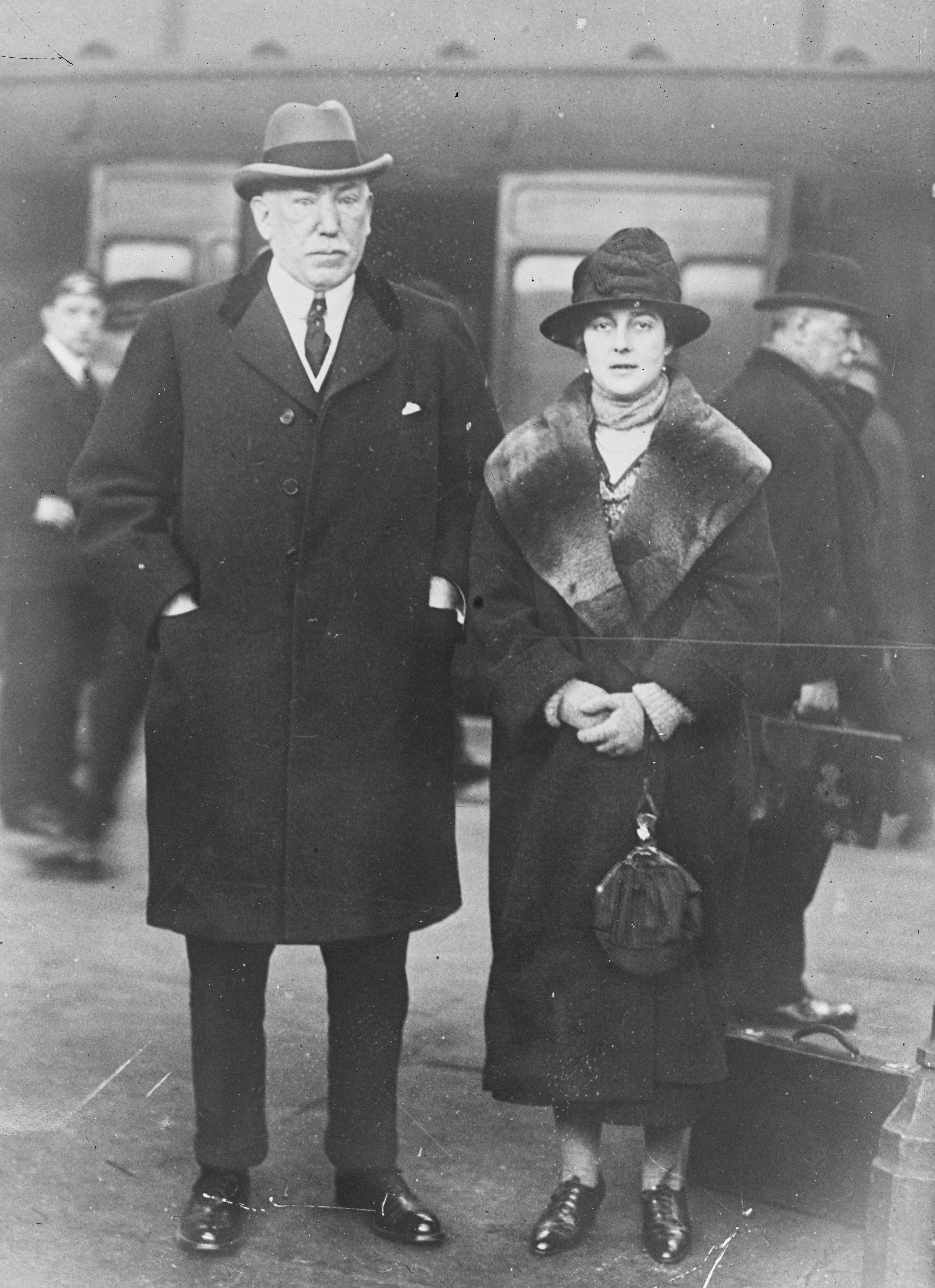
James et Cecil Craig en 1924.

James Craig épouse le 22 mars 1905 Cecil Marie Nowell Dering Tupper, fille de Sir Daniel Tupper, contrôleur assistant du lord-chambellan de la maison du roi. Ils auront deux fils jumeaux et une fille.
Présidente du Conseil des femmes unionistes d'Ulster, elle est faite dame commandeur de l'ordre de l'Empire Britannique en 1941. Elle décède en 1960.
Son fils ainé, James (1906-1974), devient deuxième vicomte Craigavon. La succession de James Craigavon père est évaluée à plus de 25 000 livres sterling.

## Titulature et armoiries

### Titulature
- 1871-1906 : M. James Craig
- 1906-1918 : M. James Craig MP
- 1918-1922 : Sir James Craig Bt MP
- 1922-1927 : Le très Honorable Sir James Craig Bt MP
- 1927-1940 : Le très Honorable Vicomte de Craigavon PC(NI) (en)

## Postérité
La ville nouvelle nord-irlandaise de Craigavon, créée en 1965, est nommée en son honneur.